# Тосунян, Эдвард Нерсесович
 Тосунян Эдвард Нерсесович  (8 марта 1936 – 12 апреля 2015) – советский архитектор.

## Биография
Эдвард Нерсесович Тосунян родился 8 марта 1936 года в Тбилиси. Окончил Грузинский политехнический институт в 1960 году по специальности «инженер-строитель». Но сам называл себя «зодчим», вкладывая в это слово самый глубокий смысл: как правило, он сам был архитектором и конструктором своих проектов, и сам же руководил их строительством. Совмещая не одну профессию, он посвятил архитектуре всю свою жизнь.
С 1981 года - работал главным инженером одной из строительных организаций Армении «Ереванстрой», затем возглавил эту организацию. Неоднократно становился лауреатом Всесоюзных смотров.
Являясь одновременно заместителем министра строительства Армении, осуществлял руководство по восстановлению зоны землетрясения.
Руководил архитектурно-инжиниринговой компанией «Русь-К», работал над проектированием жилых и общественных зданий в Москве.
Являлся членом Союза московских архитекторов.
За 55 лет работы Эдвард Тосунян подарил Армении и России множество произведений архитектуры, каждое из которых по-своему уникально. Среди самых крупных работ архитектора можно назвать аэропорт «Гюмри» в Гюмри, аэропорт «Эребуни» в Ереване, а также центральный спортивный стадион «Раздан»в Ереване, который вмещает 70 тысяч зрителей и является единственным в Армении двухъярусным стадионом.

## Проекты и постройки
- Стадион «Раздан» в Ереване, удостоенный Государственной премии Армении в 1979
- Трибуны велотрека в Ереване
- База футболистов в Дзорахпюре
- Жилые дома серии А1-451КП – премия Совмина СССР в 1991
- Жилые дома каскадного и блочного типа в Кафане
- Мотель и турбаза на берегу озера Севан
- Аэропорт «Эребуни» в Ереване
- Аэропорт «Гюмри» (в 110 км к северу от Еревана)
- Аэропорт в Ленинакане
- Застройка поселка «Таюра» на БАМе
- Здание Педагогического института в Горисе
- Главная спортивная база СССР в Цахкадзоре
- Школа в Буйнакске
- Спортивно-оздоровительный комплекс по улице Осенняя в Москве
- Детский развлекательный комплекс на Рублёвском шоссе в Москве

## Достижения

### Награды

#### Ордена
- орден Ломоносова «За заслуги и большой личный вклад в развитие отечественной культуры и искусства»

#### Медали
- медаль «За преданность содружеству зодчих»

#### Премии
- лауреат Государственной премии Армянской ССР (стадион «Раздан» в Ереване 1979)
- лауреат премии Совета Министров СССР (1991 жилые дома серии А1-451КП)

### Другие награды
- почетный диплом «За выдающиеся достижения в области архитектуры и строительства Армении и России» - награждён Союзом архитекторов России.

## Разное
- Американский биографический институт включил Тосуняна Э.Н. в Международный справочник выдающихся руководителей, а издательство «Спец-адрес» включило - в энциклопедию «Лучшие люди России» за 2004г.
- Долгое время являлся   членом Академии проблем безопасности, обороны и правопорядка РФ